# Борисо-Глібський жіночий монастир (Водяне)

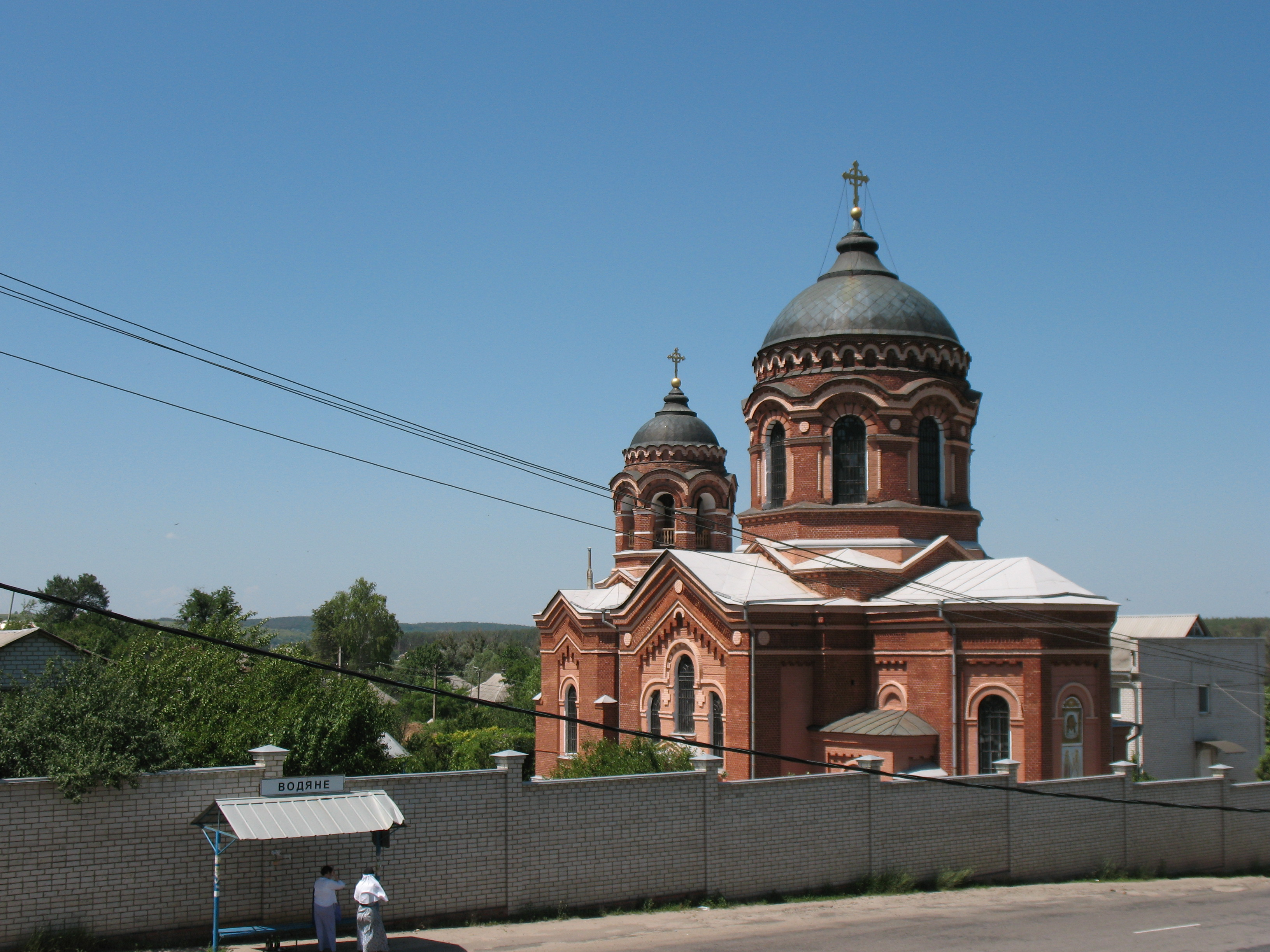
Вид монастиря з шосе Харків-Зміїв (Борисо-Глібський храм)

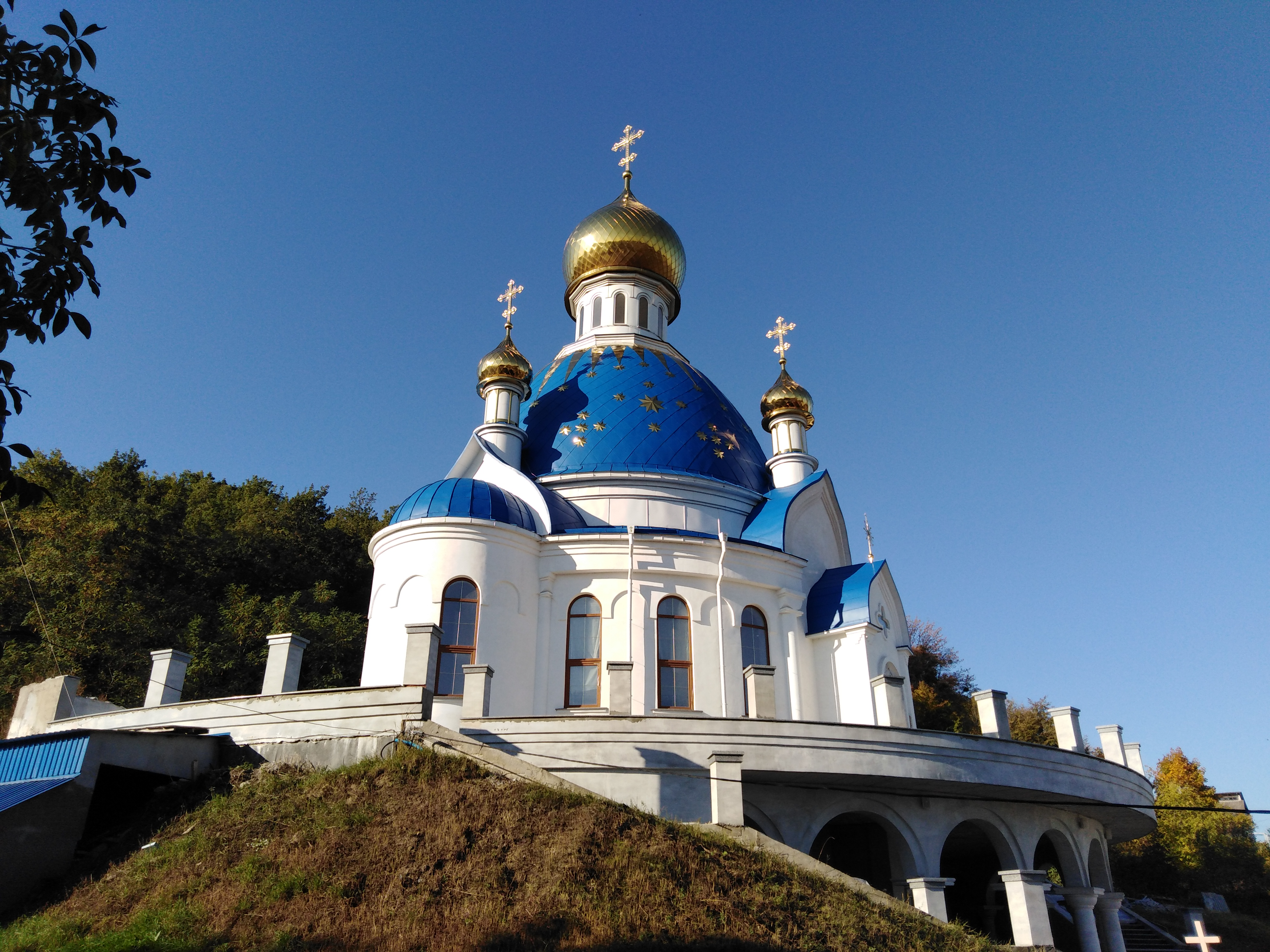
Храм Преображення Господнього (2018 р.)

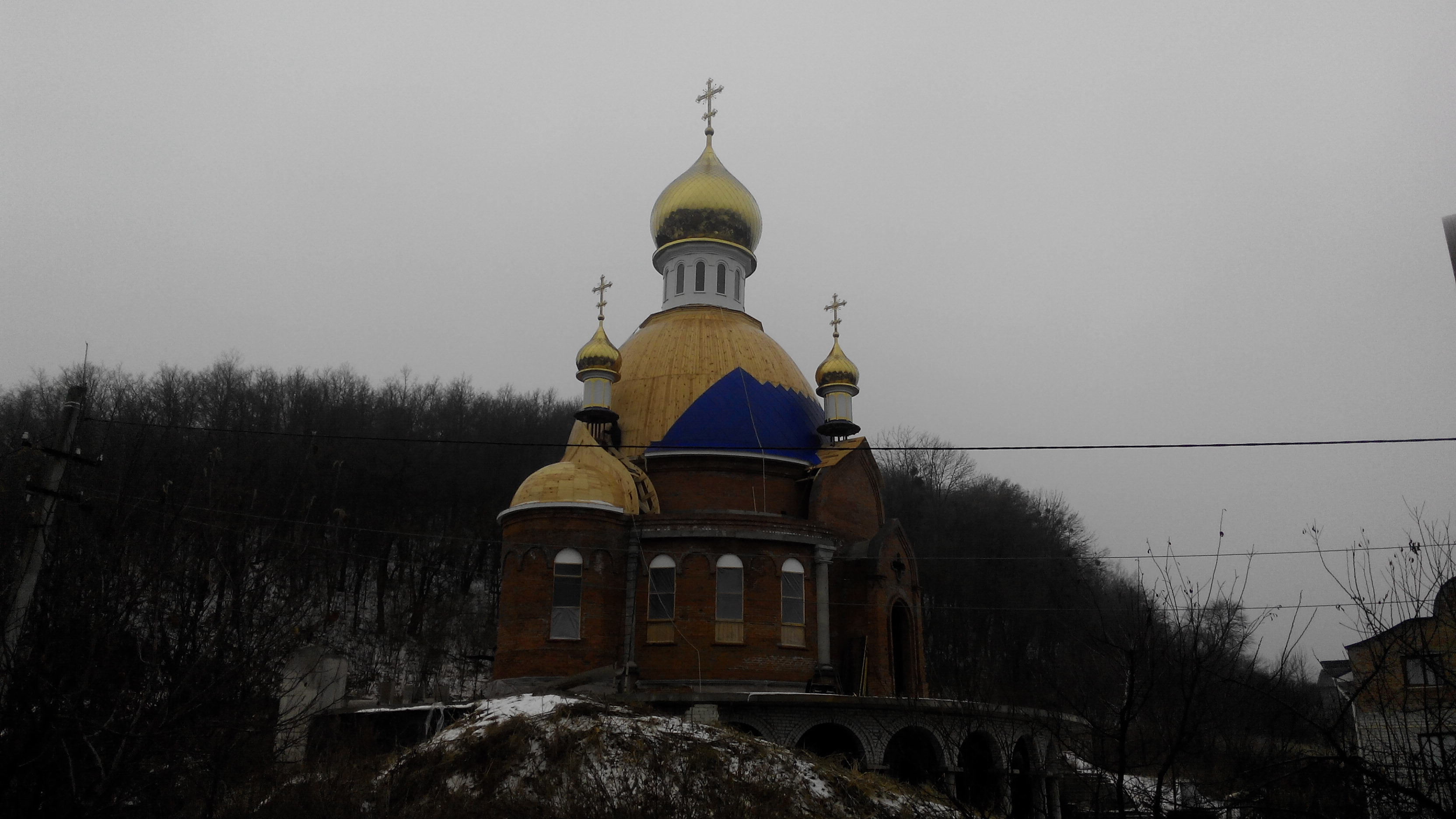
Будівництво храму Преображення Господнього (2014 р.)

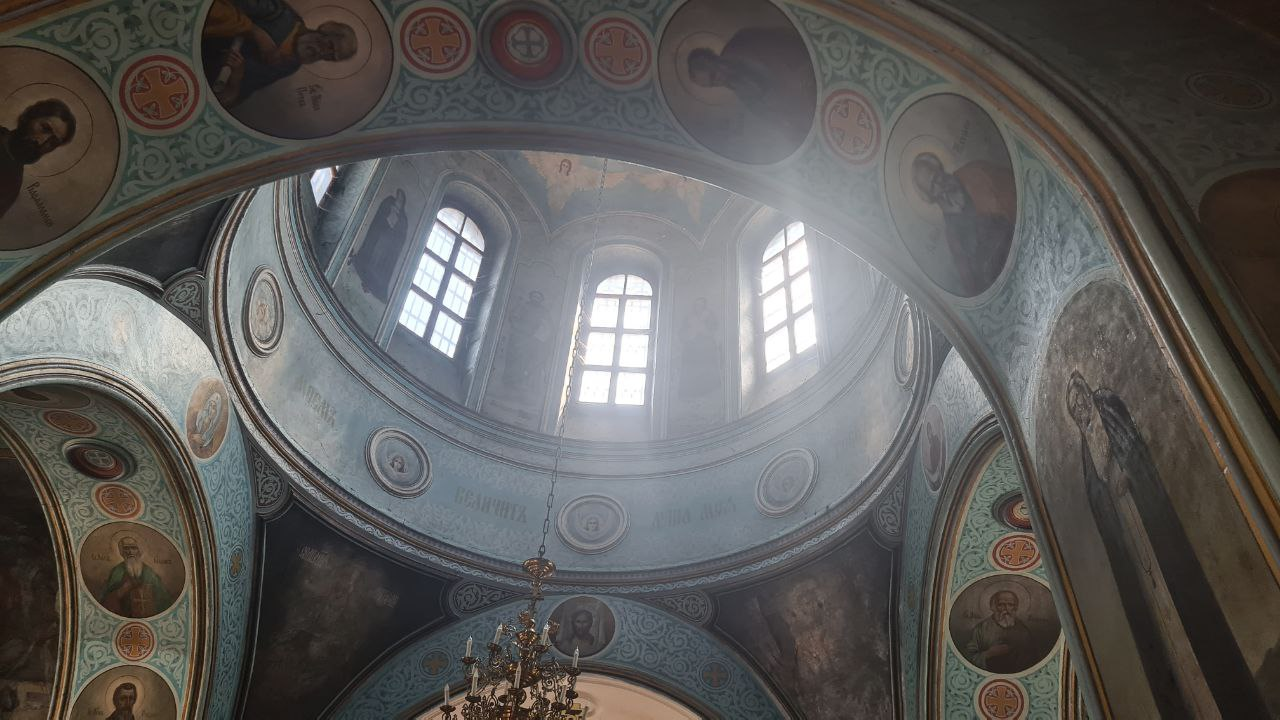
Купол Борисоглібського монастиря всередині

Борисо-Глібський жіночий монастир УПЦ (МП) — православний монастир Ізюмської єпархії УПЦ МП. Розташований в селі Водяне, Зміївський район, Харківська область; в заплаві річки Уда, на її правому березі.

## Заснування монастиря
Затверджений рішенням Священного Синоду Української Православної Церкви 15 квітня 1997 року . Першою настоятелькою новоутвореного монастиря стала монахиня Серафима (Санталова) , духовним пастирем став ігумен Севатіан (Щербаков). Керівництво монастирем Серафими було нетривалим, вона звільнила посаду внаслідок хвороби. 30 грудня того ж року новою настоятелькою призначена монахиня Марія Магдалина (Кашкіна).
У травні 1997 р. в монастирі почало відправлятись богослужіння. 
20 липня 1997 під час Божественної Літургії в храмі обителі чудесним чином оновилася ікона Спаса Нерукотворного. 28 жовтня 1997 Священний Синод УПЦ ухвалив вважати цю ікону Спаса Нерукотворного чудотворною.
У 2012 році Монастир відійшов від Харківської і Богодухівської єпархії до новоутвореної Ізюмської єпархії Української православної церкви (МП).

## Храми

### Храм в ім'я страстотерпців Бориса і Гліба
Існуючий в наш час храм, було побудовано в 1905 р. на місці старої дерев'яної церкви побудованої в 1700 (1711) році. У 1932 р. храм був закритий. Під час Німецько-радянської війни деякий час був діючим (1942—1943 рр.). У 1991 році зроблено спробу відновлення храму.
У 1995—1996 р. настоятелем храму ієромонахом Севастіаном (Щербаковим) проводились відновлювальні та реставраційні роботи. Храм був знову відкритий.

### Храм Преображення Господнього
11 квітня 2010 вікарієм Харківської єпархії архієпископом Ізюмським Онуфрієм (Легким) освячено місце під будівництво храму на честь Преображення Господнього.

## Настоятельниці монастиря
- 15.04.1997-30.12.1997 Серафима (Санталова) – Монахиня.
- 30.12.1997-3.03.2002 Марія Магдалина (Кашкіна) – Монахиня. В 1999 році їй надано сан ігумені.
- 3.03.2002-29.06.2004 Серафима (Мерлан) – Монахиня.
- 29.06.2004-30.06.2013 знову Марія Магдалина (Кашкіна) – Ігуменя.
- з 30.06.2013 Ангеліна (Нечаїва)

## Духовний пастир, настоятельБорисо-Глібського храму
- 13.05.1997 Севастіан (Щербаков). Ієромонах.

### Адміністративне підпорядкування
- 1997-2012 Харківська і Богодухівська єпархія УПЦ (МП)
- з 2012 Ізюмська і Куп’янська єпархія УПЦ (МП)